# Trdoživnjaki
Trdoživnjaki ali hidre (znanstveno ime Hydrozoa) so razred ožigalkarjev, v katerega uvrščamo približno 3.500 danes znanih vrst. V splošnem so to izjemno raznolike, a slabo poznane vodne živali, večina katerih obrašča morsko dno in jih ljudje običajno zamenjajo za alge. Med trdoživnjake pa sodijo tudi edini do danes odkriti sladkovodni ožigalkarji, med katerimi je daleč najbolj znan rod trdoživov (Hydra) z zelenim trdoživom, ki se pogosto uporablja pri pouku biologije v šolah.

## Telesne značilnosti in življenjski krog
Življenjski krog ožigalkarjev z menjavo oblik polipa in meduze med generacijami je do neke mere ohranjen pri trdoživnjakih, vendar močno prevladuje polipna oblika. Polipi trdoživnjakov so cilindrične oblike, z usti in vencem lovk (največkrat 6) na enem koncu ter t. i. bazalno ploščo, s katero se žival pritrdi na podlago, na drugem. Merijo nekaj milimetrov do več kot centimeter v dolžino, pri čemer pa njihov premer po navadi ne preseže enega milimetra. Velika večina vrst je kolonijskih, kolonijam trdoživnjakov pravimo kormi. Kolonijski polipi se v ugodnih pogojih razmnožujejo nespolno z brstenjem, pri čemer ostane novi osebek povezan s starševskim. Povezava je popolna, tako da se vse telesne plasti (epidermis, mezogleja in gastrodermis) zvezno nadaljujejo med njimi, skupna jim je tudi prebavna votlina. Značilnosti trdoživnjakov so, da v mezogleji ni celic, ožigalke (knidocite) in gamete pa se razvijejo samo v epidermisu.
Zaradi razlik v vzorcu brstenja nastanejo kormi različnih grmičastih ali peresastih oblik. Večina zraste med 5 in 15 cm v višino. Usta z lovkami (hidrant) posameznega polipa so na vrhu peclja (hidrokavlus), ki se nadaljuje v ogrodje korma, vse skupaj pa se prirašča na podlago s koreninam podobnim stolonom (tu poimenovanim hidroriza). Nekateri trdoživnjaki izločajo hitinast zunanji skelet, ki lahko obdaja samo peclje (perisark) ali tudi sam hidrant (kapsula hidranta se imenuje hidroteka). Še ena značilnost kormov je polimorfizem polipov: ti so večinoma vsaj v dveh oblikah z različnimi vlogami. Glavna je gastrozooid, ki ima vlogo prehranjevanja, poleg nje pa običajno še obrambni daktilozooid z velikim številom ožigalk. Specializirani kormi trdoživnjakov iz reda Siphonophora niso pritrjeni na dno, temveč prosto plavajo, s pecljem obešeni na s plinom (običajno ogljikovim monoksidom) napolnjen zvon. Med prosto plavajoče trdoživnjake sodi denimo portugalska ladjica. Plavajo tudi trdoživnjaki iz nekaterih drugih specializiranih skupin, le da je pri njih za vzgon odgovorna hitinasta plošča, v kateri so z zrakom napolnjene kamrice.
Meduze prav tako nastajajo z brstenjem, večinoma ostanejo pritrjene na matični korm, pri nekaterih vrstah pa so prosto plavajoče. Podobne so meduzam klobučnjakov, z usti v sredi spodnje površine, ki se nadaljujejo v radialne kanale (največkrat štiri). Med njimi je razpeta elastična mezogleja, ki tvori klobuk in se zaključuje s krožnim kanalom po obodu meduze. Ob kanalu poteka obroč iz živčnih celic, ki predstavlja eno najkomplesknejših živčnih struktur med ožigalkarji, in nadzira plavanje. Meduze imajo tudi statociste in svetlobno občutljive skupke pigmentnih celic. Ko dozorijo, se v meduzah razvijejo gonade in pričnejo izločati spolne celice. Oploditev je lahko zunanja ali notranja, iz zigote se razvije ličinka - planula, nato aktinula - in tvori novo kolonijo. Življenjska oblika meduze je lahko v manjši ali večji meri reducirana, v skrajnem primeru se razvijejo gonade kar v epidermisu polipa, kot se to zgodi pri zelenem trdoživu.
Kljub načelni prevladi polipa se pri različnih vrstah trdoživnjakov pojavljata oba ekstrema redukcije ene od življenjskih oblik - torej tudi popolna odsotnost polipov. To odpira vprašanje evolucije menjave generacij pri ožigalkarjih, ki še vedno ni popolnoma razjasnjena.

## Ekologija in razširjenost
Večinoma so plenilski, z ožigalkami omamijo druge majhne živali, kot so ribje mladice in planktonski raki, ter jih prebavijo. Drugi filtrirajo delce organskih snovi (detrit) iz vode. Ob večji številčnosti predstavljajo pomemben člen v prehranjevalni verigi v morju. Kljub ožigalkam jih plenijo različni drugi morski organizmi, predvsem polži in razni morski črvi. Polži gološkrgarji in nekateri drugi organizmi so sposobni celo požreti ožigalke brez da bi jih sprožili ter jih uporabiti za lastno obrambo.
Tdroživnjaki živijo v vseh svetovnih morjih, sladkovodni pa na vseh celinah, razen Antarktike. Kot skupina so torej kozmopolitski, najbolj pa so številčni v toplih, plitkih vodah. V slovenskem morju so pogosta morska peresca iz rodu Aglaophenia in morski grmički iz rodu Eudendrium, od prostoplavajočih pa morsko kolesce (Aequorea aequorea) in Kochova miljka (Muggiaea kochi). Najbolj znan sladkovodni predstavnik je gotovo zeleni trdoživ, vendar ni gotovo, ali osebki iz Slovenije zares pripadajo tej vrsti. Favnistično najzanimivejša vrsta pa je življenju pod zemljo prilagojeni jamski trdoživ ali velkovrhija (Velkovrhia enigmatica), ki je dinarski endemit.